# Dalfors, Sandvikens kommun
Dalfors är en ort i Ovansjö socken i Sandvikens kommun, belägen strax väster om Åshammar. År 2005 klassades Dalfors som småort, men 2010 hade befolkningen sjunkit under 50 invånare och den förlorade sin småortsstatus, men återfick denna mellan 2015 och 2020, tappade den 2020 och återfick den 2023.